# Christiansborg (Accra)

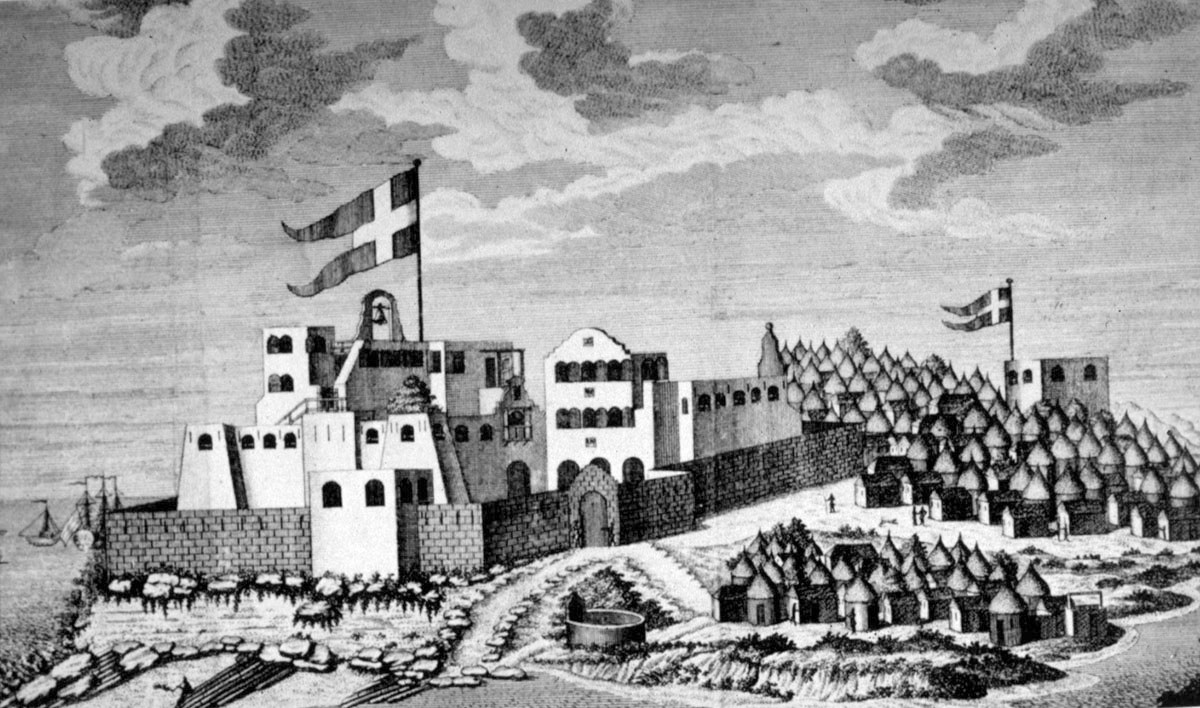
Afbeelding van het fort onder Deense heerschappij.

Christiansborg was een fort aan de Goudkust in het huidige Ghana dat afwisselend in Zweedse, Deense, Nederlandse, Portugese en Britse handen was.
In 1652 bouwde Zweden een fort in het gebied Accra, waarna de WIC het in 1658 kocht van een Deense werknemer. In 1661 werd het heroverd door Denemarken. De Denen staken het in brand en bouwden op de meer strategische plek een nieuw fort. Dit werd het huidige fort. Later werd het fort weer veroverd door Nederlanders. Daarna werd het voor korte tijd Brits waarna het weer in Deense handen kwam. De Denen behielden het, op een korte Portugese periode na, tot ze het in 1850 aan Engeland verkochten. Het fort werd gebruikt als slavenverzamelpunt. In 1698, regeerde Erik Tylleman, de 1ste Deense Gouverneur van de Verenigde Goudkust, vanuit Christiansborg.
Christiansborg is sinds 1960 de ambtswoning van de president van Ghana en staat ook bekend als Osu Castle of The Castle.